# زرگر، شهرستان فضولی
زرگر (به لاتین: Zərgər) یک منطقهٔ مسکونی در جمهوری آرتساخ است که در استان هادروت واقع شده‌است.